# Merycopotamus
Merycopotamus é um género asiático de antracoterídeo aparecido Mioceno médio e desaparecido no Plioceno superior. No auge da influência do género, as suas espécies distribuíam-se pela Ásia meridional. Com a extinção da última espécie, M. dissimilis, terminou a linhagem dos antracoterídeos.  Merycopotamus estava proximamente relacionado com o género Libycosaurus, também antracoterídeo mas que se limitou, em termos geográficos, a África. De facto, alguns fósseis africanos originalmente identificados como sendo de Merycopotamus, são atualmente referenciados como Libycosaurus.